# Tausia
Tausia (Taussie in friulano standard, Tausie in friulano carnico) è un centro abitato di 56 abitanti del comune di Treppo Ligosullo nella provincia di Udine in Friuli-Venezia Giulia.
Fino al 31 gennaio 2018 apparteneva al comune autonomo di Treppo Carnico. Ora è una frazione del comune di Treppo Ligosullo.

## Storia
Il centro abitato ha sicuramente antiche origini celtiche, ma compare in un documento solo alla fine del Medioevo, dove viene citato tra i comuni autonomi retti da un meriga eletto in Val Pontaiba. 
Il paese passò al potere del Patriarca di Aquileia e successivamente alla Serenissima. Nel 1805 Tausia divenne comune nel Regno Napoleonico. 
Nel 1817, al ritorno di questi territori sotto il dominio della Casa d'Austria, tutti i paesi della Val Pontaiba vengono unificati nel comune di Treppo Carnico. Ligosullo si separò poi nel 1841 con la frazione di Murzalis, mentre Tausia restò sotto Treppo. 
Nel 1876 viene consacrata la Chiesa della Beata Vergine delle Grazie, e nel 1928 venne costruito il campanile.

## Geografia fisica
Tausia sorge a 939 m s.l.m. in Val Pontaiba, in Carnia. Dal paese comincia un sentiero che porta al Lago Dimon.

## Località e strade
Il centro abitato è diviso in due borghi:
- Tausia;
- Taviella;

Entrambi i paesi sono attraversati dalla SP UD 32, che si dirama dalla SP UD 24 dopo l'abitato di Treppo Carnico e successivamente continua in direzione Ligosullo.

## Cultura
Nell'edificio polifunzionale del paese è presente la sede di Radio Tausia, web radio aperta nel 2014 che opera 24 ore su 24.

## Monumenti e luoghi di interesse
- Chiesa della Madonna delle Grazie;
- Monumento ai caduti in guerra;